# One Piece: Stampede
One Piece: Stampede (ワンピース スタンピード Wan Pīsu Sutanpīdo?) es una película de animación de la serie One Piece, que se estrenó el 9 de agosto de 2019, con motivo del 20.º aniversario de la serie de anime. Es la decimocuarta película basada en el manga One Piece de Eiichirō Oda.

## Trama
Los Piratas de Sombrero de Paja vienen a Delta Island para el Pirate Fest, una gran reunión de piratas organizada por Buena Festa. Festa envía a los piratas a una isla flotante para buscar un tesoro que perteneció al Rey de los Piratas, Gold Roger. Los Piratas de Sombrero de Paja y muchas otras tripulaciones piratas, incluidos los de la peor generación, así como otros aliados y enemigos del pasado, zarpan en un Knock Up Stream y luchan entre sí mientras corren hacia el tesoro. Sin embargo, este evento se organiza en secreto como parte de un plan entre Festa y el legendario pirata Douglas Bullet, que había estado en la gran prisión de Impel Down durante dos décadas hasta que fue liberado hace dos años. Trafalgar Law descubre esto y es atacado, pero escapa al Thousand Sunny y advierte a los Piratas de Sombrero de Paja. Robin, Sanji, Chopper y Brook lo acompañan a investigar, seguidos por Smoker encubierto.
Cuando se encuentra el tesoro, llega un barco y destruye la isla flotante. Los piratas caen en la bahía de abajo, donde Bullet toma el tesoro y desafía a los miembros de la Peor Generación a una pelea. Luffy y los otros miembros de la Worst Generation se ven rápidamente abrumados por su fuerza y los poderes de la Fruta Clank Clank. Intenta matar a Luffy, pero Usopp lo distrae y Bullet lo ataca. Mientras tanto, los otros piratas intentan huir de la isla Delta, pero encuentran que la flota Marine Buster Call se dirige hacia ellos.
Mientras los piratas luchan contra los marines, el grupo de Law se encuentra con Smoker en la guarida de Festa, y Sanji lucha contra él mientras Law y Robin escapan. Sanji le revela a Smoker que Festa organizó la llegada de una Buster Call; Smoker no estaba al tanto y se da cuenta de que los Marines fueron creados. Mientras tanto, Law y Robin se encuentran con el ex-Señor de la Guerra Crocodile, que quiere involucrar a Law en un plan. Bullet se enfrenta a la flota de Buster Call y revela sus poderes de Fruta del Diablo despiertos, destruyendo la flota y la ciudad a su alrededor y convirtiéndola en un coloso gigantesco, con el que abruma a los piratas e infantes de marina. Festa revela que el tesoro en posesión de Bullet es una Eternal Pose que puede guiar a los barcos a la última isla: Laugh Tale, la ubicación del One Piece. El sueño de Bullet es convertirse en Rey Pirata al derrotar a las personas más fuertes del mundo. y Festa tiene la intención de usar su camino de guerra y su tesoro para comenzar una nueva era. Después de enterarse de las acciones de Bullet, el almirante de la flota marina Sakazuki ordena a un segundo Buster Call que ataque la isla.
Sanji, Robin, Chopper y Brook se encuentran, y los dos primeros intentan encontrar una manera de escapar de la isla mientras los dos últimos buscan a Luffy. Chopper y Brook encuentran a Luffy y Usopp medio muertos, y Chopper los trata. Después de recuperar el conocimiento, Luffy se pone en camino para atacar a Bullet, pero se siente abrumado. Boa Hancock intenta encontrar a Luffy, y lo hace mientras se encuentra con Buggy, Smoker, Law y Sabo en el proceso. Law comparte su plan para derrotar a Bullet destrozando a su coloso, y Crocodile y Rob Lucci se unen a ellos. Sus ataques combinados destruyen uno de sus brazos y Luffy destruye el otro con Gear Fourth. Los disparos de Usopp destruyen al resto del coloso. Luffy y Bullet se pelean a puñetazos y Luffy lo derrota.
Crocodile y Lucci intentan obtener la Eternal Pose, pero Luffy la destruye, alegando que encontrará el One Piece con su tripulación sin ayuda. Festa lamenta el fracaso de sus planes y es derrotado y capturado por Sabo. Luffy se reúne con su tripulación e intentan escapar junto con los otros piratas, pero se enfrentan a la segunda flota de Buster Call. Sin embargo, Smoker contacta a sus superiores para decirles que ya no es necesario el Buster Call, y Sabo ayuda a los piratas a atravesar la flota de forma segura con sus habilidades.
En una escena posterior al crédito, se revela que Roger desaprobó la Eternal Pose y la tiró, creyendo que One Piece no podría ser obtenido por alguien que confiara en él. En el presente, la tripulación de Luffy se sorprende de que haya destruido la Eternal Pose de Laugh Tale, a excepción de Usopp. Luffy afirma que si lo hubieran tomado, se habrían perdido muchas grandes aventuras.

## Personajes
Además de los Piratas Sombrero de Paja, la película cuenta con gran variedad de personajes secundarios de la serie, entre los cuales se encuentran piratas (como Buggy, los miembros de "La Peor Generación", Bartolomeo, Cavendish, o Foxy), Marines (como Smoker, Tashigi, o Koby), empleados del Gobierno Mundial (como Rob Lucci), miembros del Ejército Revolucionario (como Sabo), entre otros.
Entre los nuevos personajes se encuentran Douglas Bullet, antiguo miembro de la tripulación de Gold Roger; Buena Festa, organizador de la Pirates Expo; y Donald Moderate, anunciador de la Pirates Expo. Además de Ann, personaje anteriormente introducido en un espectáculo en vivo de la serie.

## Actores de voz
| Personaje         | Japonés           | Español castellano | Español latino        |
| ----------------- | ----------------- | ------------------ | --------------------- |
| Monkey D. Luffy   | Mayumi Tanaka     | Jaime Roca         | Mireya Mendoza        |
| Roronoa Zoro      | Kazuya Nakai      | Jorge Saudinós     | Dafnis Fernández      |
| Nami              | Akemi Okamura     | Diana Torres       | Georgina Sánchez      |
| Usopp             | Kappei Yamaguchi  | Pepe Carabias      | Alejandro Orozco      |
| Sanji             | Hiroaki Hirata    | Alfredo Martínez   | Noé Velázquez         |
| Tony Tony Chopper | Ikue Ohtani       | Luis Vicente Ivars | Nallely Solis         |
| Nico Robin        | Yuriko Yamaguchi  | Rosa Campillo      | Kerygma Flores        |
| Franky            | Kazuki Yao        | Miguel Ángel Pérez | Alfonso Obregón       |
| Brook             | Cho               | José Posada        | Óscar Flores          |
| Douglas Bullet    | Tsutomu Isobe     | Jorge García Insúa | Carlos Segundo        |
| Buena Festa       | Yūsuke Santamaria | Antonio Esquivias  | Alan Prieto           |
| Donald Moderate   | Ryōta Yamasato    | Carlos Ysbert      | Ricardo Mendoza       |
| Ann               | Rino Sashihara    | Ana De Castro      | Lupita Leal           |
| Smoker            | Mahito Ōba        | José Escobosa      | Dan Osorio            |
| Tashigi           | Junko Noda        | Rosa Vivas         | Liliana Barba         |
| Trafalgar Law     | Hiroshi Kamiya    | Peyo García        | Irwin Daayán          |
| Buggy             | Shigeru Chiba     | Alfredo Martínez   | Manuel Campuzano      |
| Eustass Kidd      | Daisuke Namikawa  | Gabriel Jiménez    | José Gilberto Vilchis |
| Scratchmen Apoo   | Mitsuaki Madono   | Juan Amador Pulido | Daniel Abundis        |
| Boa Hancock       | Kotono Mitsuishi  | Marisa Marciel     | Cristina Hernández    |
| Sabo              | Tōru Furuya       | Raúl Lara          | Luis Leonardo Suárez  |
| Jewelry Bonney    | Reiko Kiuchi      | María Blanco       | Karla Falcón          |
| Bartolomeo        | Showtaro Morikubo | Fernando Cordero   | Carlos Hernández      |

## EnEspaña
En España, bajo el título de "One Piece: Estampida", fue estrenada en cines el 15 de noviembre de 2019, realizándose un pase también en el Festival de Cine de Sitges y en el Manga Barcelona.